# Angelo Negri
Angelo Negri (Tres, 19 novembre 1889 – Arua, 13 novembre 1949) è stato un vescovo cattolico e missionario italiano.
Missionario comboniano in Uganda, è stato il primo vicario apostolico del Nilo equatoriale.

## Biografia
Entrò giovanissimo tra i Figli del Sacro Cuore di Gesù del vescovo Daniele Comboni a Brescia ed emise i primi voti nel 1907. Fu ordinato prete a Verona nel 1912.
Fu economo e insegnante in varie case della sua congregazione in Italia e nel 1920 partì per le missioni nel nord dell'Uganda. Fu costretto a lasciare la prefettura apostolica del Nilo equatoriale e rientrare in Italia per motivi di salute nel 1926 e, nel capitolo generale della sua congregazione del 1931, fu eletto primo assistente e vicario generale.
Quando la prefettura apostolica del Nilo equatoriale fu elevata a vicariato apostolico (10 dicembre 1934), fu eletto vescovo di Barica in partibus e vicario apostolico; fu consacrato nella cattedrale di Brescia.
Fece il suo ingresso a Gulu, sede del vicariato, nel luglio 1935.

## Genealogia episcopale
La genealogia episcopale è:
- Cardinale Scipione Rebiba
- Cardinale Giulio Antonio Santori
- Cardinale Girolamo Bernerio, O.P.
- Vescovo Claudio Rangoni
- Arcivescovo Wawrzyniec Gembicki
- Arcivescovo Jan Wężyk
- Vescovo Piotr Gembicki
- Vescovo Jan Gembicki
- Vescovo Bonawentura Madaliński
- Vescovo Jan Małachowski
- Arcivescovo Stanisław Szembek
- Vescovo Felicjan Konstanty Szaniawski
- Vescovo Andrzej Stanisław Załuski
- Arcivescovo Adam Ignacy Komorowski
- Arcivescovo Władysław Aleksander Łubieński
- Vescovo Andrzej Stanisław Młodziejowski
- Arcivescovo Kasper Kazimierz Cieciszowski
- Vescovo Franciszek Borgiasz Mackiewicz
- Vescovo Michał Piwnicki
- Arcivescovo Ignacy Ludwik Pawłowski
- Arcivescovo Kazimierz Roch Dmochowski
- Arcivescovo Wacław Żyliński
- Vescovo Aleksander Kazimierz Bereśniewicz
- Arcivescovo Szymon Marcin Kozłowski
- Vescovo Mečislovas Leonardas Paliulionis
- Arcivescovo Bolesław Hieronim Kłopotowski
- Arcivescovo Jerzy Józef Elizeusz Szembek
- Vescovo Stanisław Kazimierz Zdzitowiecki
- Cardinale Aleksander Kakowski
- Papa Pio XI
- Cardinale Alfredo Ildefonso Schuster, O.S.B.
- Arcivescovo Giacinto Tredici, O.SS.C.A.
- Vescovo Angelo Negri, F.S.C.I.